# 岩田久二雄
岩田 久二雄（いわた くにお、1906年（明治39年）5月25日 - 1994年（平成6年）11月29日）は、日本の昆虫学者・生態学者。
学位は理学博士（京都帝国大学、1944年）。

## 人物
常木勝次とともに日本における昆虫の行動研究の草分けであり、ハチ類の習性研究をほぼ生涯の課題とした。高校生（旧制）時代から孤独性の狩り蜂や花蜂の習性研究を行い、特に狩り蜂の習性研究を発展させた。岩田の業績で特筆されるのは、個々の種の習性（行動 behaviour の連鎖たる habit ）の記述のみでなく、繁殖習性の要素を5つの単位習性に分類し、種間の習性を普遍的に比較できる方法を提示したことであり、これによってこの分野は近代的な進化生態学・動物行動学に進む道筋の一つを得た。
他方で岩田は文人的、詩人的、芸術家的才能にも富み、最先端の科学や理論とはやや離れたところで評価を得ることともなった。学術論文や総説類のほかに一般向けの観察手記や児童向けの科学読み物も数多く残しているが、これらの著作はいわゆるナチュラリストとしての相貌を感じさせ、「野の詩人」とも称せられた。このことから一部では「日本のファーブル」と呼ばれており、一面では科学者としての業績の側面とその意義を見えにくくさせているとも言われる。
研究論文の対象種を裏付ける証拠標本の多くは母校の京都大学より標本の保存管理体制に優れた九州大学農学部に寄贈され、また晩年になるまで精力的に続けられた昆虫の生態観察の膨大な証拠標本は、兵庫県立人と自然の博物館に遺贈されている。ただ、木原生物学研究所の海南島支所で行われた綿花畑の昆虫の相互作用研究や同時に成された蜂の行動研究の資料や証拠標本は敗戦と共に中華民国に接収され、現在行方不明となっている。

## 経歴
- 1906年 - 大阪市船場に生まれる。
- 1910年 - 豊島郡池田町（のち池田市）に転居。
- 1913年 - 大阪府池田師範学校の代用付属小学校（のち大阪教育大学附属池田小学校）に入学。
- 1917年 - 父を亡くし経済的に逼迫する。
- 1919年 - 大阪府立北野中学校（のち大阪府立北野高等学校）に入学。
- 1923年 - 大阪高等学校理科乙類に入学、この頃よりハチ類の観察を始める。
- 1928年 - 京都帝国大学農学部昆虫学講座に入る。卒業後はそのまま無給副士として残留。
- 1934年 - 福井県立武生高等女学校（のち福井県立武生高等学校）の教諭となる。
- 1937年 - 職を辞し、台湾へ。恒春の林業試験支所に長期寄寓。この地に居着く決断をするが、それを聞いた妹の婚約者の可児藤吉らの働きにより連れ戻される。
- 1939年 - 大阪府立高津中学校（のち大阪府立高津高等学校）教諭。
- 1942年 - 財団法人木原生物学研究所（現横浜市立大学木原生物学研究所）の支所が海南島に作られることとなり、これに参加。戦地への赴任であるため、これに先立ち遺書の意味を込めて、学位論文の内容を包摂した『蜂の生活』（1940年出版）と、自らのフィールドワークを記録した『自然観察者の手記』（1944年出版）を書く。
- 1944年 - 京都帝国大学理学博士　「Comparative studies on the habits of solitary wasps（単独性狩猟蜂の比較習性学的研究）」。
- 1946年 - 敗戦により3月に帰国。9月より出身中学校の教諭。
- 1948年 - 香川県立農業専門学校（のち香川大学農学部）教授
- 1950年 - 兵庫県立兵庫農科大学教授に。このころからヒメバチ類に目を向ける。
- 1967年 - 大学の国立移管（神戸大学）に伴い、神戸大学教授へ。それとともに神戸市北区唐櫃台に新居を構える。
- 1969年 - 4月に神戸大学を定年退職し、湊川女子短期大学教授。10月に神戸大学名誉教授となる。
- 1980年 - 3月に湊川女子短期大学退職
- 1977年 - 叙勲三等授瑞宝章
- 1983年 - 最終著作となる『新・昆虫記』を出版
- 1994年 - 11月29日に滞在先の福岡市で急性心不全にて死去。叙正四位。12月10日に神戸大学瀧川記念館にて農学部昆虫科学教室葬。

## 研究の姿勢
彼は幼少時から様々な動物に興味があった。ハチ類に関心を持った理由については、著書の中で旧制高校時代にアメーバやヒドラなど様々な生物について学ぶようになった時、それらが既に生物学書に載っているのに対して、それらを採集に行った時にたまたまヤマトハキリバチの巣作りを見つけ、それがどの本にも載っていないことに驚いたということを挙げている。また、その直後に出会ったファーブル昆虫記の影響も大きかったとのことである。1925年のヤマトハキリバチの観察を皮切りに、ハチ類の習性観察にのめり込み、高校の過程で二度の落第をしている。高校卒業時にはすでに40種のハチの記録を取っていた（四つの新種を含む）。
その後も行く先々でハチを中心に様々な昆虫の観察を行い、いかなる時も観察を止めなかった。例えば敗戦後の食糧難の時期には食料として蓑虫（オオミノガ）の越冬幼虫を集めた際も、これにつく寄生バチを14種記録している。戦後日本に引き上げてきた後の1947年のころから、台湾や海南島のような熱帯の昆虫の多様性と比べて日本の昆虫の多様性が色あせて見えたこと、長年研究を続けてきた関西地方では既に大部分の狩りバチを調べ尽くしてしまっていたこと、またこのころから結婚をして安定した定職についたために自由気ままな野外研究に振り向けることのできる時間が乏しくなったこともあって、ヒメバチ類を中心に様々な昆虫の卵巣の比較解剖学的研究に主力を移し、卵サイズや蔵卵数を調査した。このような、狩バチの習性というある意味で派手な、そして野外研究の分野から地味で室内研究への転身は、しばしば意外性をもって語られる。このヒメバチ研究と初期の狩蜂研究の橋渡しとして、成虫による宿主である造網性のクモへの産卵前の一時麻酔と幼虫の外部寄生という狩蜂じみた生活史を示すクモヒメバチ類に注目したが、彼が観察できたのはゴミグモヒメバチとクサグモヒメバチの2種にとどまった。この分野は彼の没後21世紀になって大阪市立自然史博物館の松本吏樹郎らによって精力的な研究が開始された。
晩年の手記(岩田,1976)では、ヒメバチ研究に関して、卵巣の調査から彼らの産卵能力や生存期間について推察ができるようになったと言い、これを元に今後の展開について希望が述べられ、また巻末では今後の自然観察への意欲が語られる。

## 業績と評価
彼は基本的には野外でハチの観察を行い、その観察記録を集め、つなぎあわせてその種の繁殖習性を記録する、ということを生涯にわたって継続した。ほぼ全貌を突き止めた種もあれば、断片的な記録のみに終わった種もある。彼はまた、多くの研究者と交流を持ち、国外のハチの習性に関する論文にも広く目を通している。彼が習性の比較検討を行ったハチは1500種にも及び、その一割が彼自身の研究によるものであった。
生態学的にはむしろ、これが個々の種の習性記録に止まらず、それらを比較した上でその系統発生を考える方法を提供したことが重要であろう。彼は個々の習性の具体的で詳細な記録をしたが、他方でその繁殖習性をパターンに分けて表現する方法を開発した。それによると、狩りバチの繁殖習性は営巣・産卵・獲物の処理・獲物の運搬などの要素に分けられ、その順番などがハチの群によって異なる。彼はそれらの要素を記号に置き換え、習性のパターンを簡単にまとめることを提案した。この方法は多くの追随者を出し、それぞれにそれに手を加えることで習性の進化に関する議論が行われた。これを比較することで、たとえば獲物を狩った後に産卵するものと、狩る前に産卵するものがあるが、恐らく後者が前者から出現し、そこから孵化後も給餌する方向が生まれ、ここから社会性ハチ類が進化した、と言った論議が可能となった。この点、個々の習性にこだわったために進化論を否定するに至ったファーブルとは大きく異なる（もちろん時代背景等を考える必要はあろうが）。
なお、彼自身の目標はハチの習性を通じてその系統の問題を明らかにすることであったとも考えられている。彼が後半にヒメバチの研究に主力を移したのもその一環と見られ、上記のように狩りバチ類に目新しいものがなくなったこともあるが、それらの祖先に近いと考えられる類の研究へと方向を求めたとも取れる。この類はいわゆる寄生バチで、習性としては変わり映えが少なく、彼は外部形態やその産卵数などを研究対象とした。ただし、この分野は種数が多く、同定も難しいこともあり、明らかにされた部分は少なく、その評価も難しい。また、彼が電子顕微鏡を利用できなかったこと、そのために細部の検討ができなかったのも彼にとっての不幸だったであろうと大串(1992)は言っている。

## 彼と係わった人々
岩田は今西錦司とその初期の経歴を共にしており、いわゆる今西学派の中心的な一人と見なされる。実際に彼らの間には強い結び付きがあり、彼が台湾に定住しようとした際には、それを止めるように可児や今西らが動いたと本人も述べている。しかし、彼と今西派の他のメンバーとの間の学問的な影響はほとんど見て取れず、彼はほとんど孤高と言っていい位置にある。ただ、動物の生態とその系統、つまり歴史的背景との間に強い結び付きがあると考える姿勢は共通するかもしれない。彼が野外で観察し、記録を残したハチの同定は主として九州大学の安松京三に依っており、新種記載されたもののタイプ標本を含めて多くの証拠標本を、当時の日本で標本保存体制が充実していた九州大学に託している。
彼の直接の弟子筋には、少年時代に岩田の著書に出会い、中学生（旧制）のうちから個人的に私淑して、ハチの生態研究に手を染めた弟子も少なくなかったが、後々までハチの研究を継続し、彼の跡を継いだ者はいない。谷畑美雪は岩田が大学に職を得た後にその研究室の最初の助手になったが、後に芸術家に転向した。岩田が自分の後継者にと期待していた丸山工作は、中学生時代に既に画期的な論文を出していたものの、東京大学進学後に動物生態学を教育する研究室がなかったことから生化学方面に転向し、セント＝ジェルジ・アルベルトの論文に影響を受けてこの研究をかねてからなじんでいたハチを研究材料に追試してみたことを契機に筋生理学を世界的に牽引する研究者となった（ただし、晩年の千葉大学学長時代に、ハチの行動学研究を志望する学生を指導している）。同様に少年～青年期に岩田から個人的に指導を受けた多くの初期の弟子や協力者達の中から、わずかに桐谷圭治と野原啓吾が、蜂の研究を継ぎはしなかったものの、昆虫生態学の分野で著名な研究者となった。
このように直接師事した層からは後継者を出さなかったものの、岩田の業績は、坂上昭一、伊藤嘉昭ら、戦後において社会性昆虫の動物行動学を推進するようになる生物学者が出現した基礎を成したことが指摘されている。

## 著作
- 『蜂の生活』（弘文堂、1940年）『ハチの生活』（岩波書店、1974年）
- 『自然観察者の手記』（研究社、1944年）
- 『昆虫の生活と本能』府中書院、1947
- 『昆虫と巣 ミツバチの巣にいたるまで』日月書院 1947 アルマ叢書
- 『四季の虫』文祥堂 1948 たのしい科学
- 『昆虫の生活』府中書院 1949　- 上記『昆虫の生活と本能』の改訂版
- 『本能の進化　-蜂の比較習性学的研究-』（真野書店、1971年）
- 『ドロバチのアオムシがり』文研出版 1973 文研科学の読み物
- 『自然観察者の手記 昆虫とともに五十年』朝日新聞社 1975 のち選書
- 『昆虫学五十年 あるナチュラリストの回想』（中公新書、1976年） - 晩年に書かれた自伝
- 『昆虫を見つめて五十年』1-4　朝日新聞社 1978-80
- 『ハチの進化をたどる』ラボ国際交流センター 1978 ラボ土曜講座
- 『日本蜂類生態図鑑―生活行動で分類した有剣蜂』（講談社、1982年）
- 『新・昆虫記』（朝日新聞社、1983年）

## 共編
- 『日本昆虫記』第1-6 古川晴男、安松京三共編 講談社教育図書出版部 1959 のちブルーバックス

## 参考リンク
孤高の自然観察者 神戸大学 教授 竹田真木生